# Тихонов В'ячеслав Васильович
В'ячеслав Васильович Тихонов (рос. Вячеслав Васильевич Тихонов; 8 лютого 1928, Павловський Посад, Московська губернія — 4 грудня 2009, Москва, Росія) — видатний радянський і російський актор. Народний артист СРСР (1974). Герой Соціалістичної Праці (1982). Лауреат Державної премії СРСР (1970). Лауреат Державної премії Росії (1976) за роль Ісаєва-Штірліца у серіалі «Сімнадцять миттєвостей весни». Лауреат Ленінської премії за роль Івана Івановича у фільмі «Білий Бім Чорне вухо» (1977). Лауреат Державної премії України ім. Т. Г. Шевченка (1980) за читання дикторського тексту у фільмі «Відродження».
Знявся в українських фільмах: «У мирні дні» (1951, Гриневський), «Максимко» (1952, Горелов), «Зірки на крилах» (1955, Олекса Лавринець), «НП. Надзвичайна подія» (1959, Віктор Райський), «Спрага» (1959, Безбородко), «По вулицях комод водили» (1978), «Наближення до майбутнього» (1986, Лунін).

## Біографія
Батьки були звичайними працівниками: батько — Василь Романович, працював механіком на ткацької фабриці, мати — Валентина В'ячеславівна, була вихователем у дитячому садку.
З початком Німецько-радянської війни, в 1941 році, в школі, де вчився Тихонов, розмістився військовий госпіталь. В'ячеслав у віці 13 років пішов в ремісниче училище, де вчився на токаря. Після цього поступив на військовий завод, де працював за отриманою спеціальністю. Вечорами після роботи він бігав з друзями в кінотеатр «Вулкан», дивитися героїчні картини. Улюблені герої: Чапаєв — Борис Бабочкін, Олександр Невський — Микола Черкасов і, звичайно, тодішні загальні кумири — Михайло Жаров і Петро Алейников.
Тихонов, таємно від батьків мріяв про кар'єру кіноактора, а батьки бачили в ньому інженера чи агронома. У 1944 В'ячеслав поступив на нульовий курс Автомеханічного інституту. Але ближче до 1945 року у нього виникла ідея шукати щастя у ВДІКу. Там його спочатку не прийняли. Але у справу втрутився випадок. Вже після завершення вступних іспитів ВДІК професор Б. В. Бібіков зарахував Тихонова до себе на курс. У роки навчання у ВДІКу відбувся його акторський дебют у фільмі Сергія Герасимова «Молода гвардія», де він зіграв роль Володі Осьмухіна.
Під час навчання у ВДІКу В'ячеслав одружився з Нонною Мордюковою. У 1950 році В'ячеслав Васильович з відзнакою закінчив ВДІК, майстерню видатних педагогів Б. В. Бібікова і О. І. Пижової і влаштовується в театрі-студії кіноактора, де працював у 1950–1957 роках.
Фільм «Молода гвардія» дав творчий імпульс не тільки Тихонову, а й цілій плеяді молодих талановитих акторів: Інні Макаровій, Сергію Гурзо, Нонні Мордюковій, Кларі Лучко, Сергію Бондарчуку, Євгену Моргунову, Людмилі Шагаловій, Георгію Юматову, Віктору Авдюшко, Тамарі Носовій. Фільм «Молода гвардія» можна назвати блискучим дебютом цілого повоєнного покоління радянських акторів.
Тим часом В'ячеслав Васильович, на відміну від більшості акторів-молодогвардійців, після 1948 року майже 10 років не отримував у кіно цікавих ролей. Режисери використовували головним чином його зовнішні дані, не прагнучи виявити акторський потенціал. За ці роки В'ячеслав Васильович встиг розкрити свій талант в театрі, зігравши Ведмедя в спектаклі «Звичайне диво», поставленому Ерастом Гаріним в театрі-студії кіноактора.
У 1954 у фільмі «Про це не можна забувати» зіграв роль українського самобутнього поета. У 1957 році на кіноекрани вийшов фільм Станіслава Ростоцького «Справа була в Пенькові». В'ячеслав Тихонов зіграв роль тракториста Матвія Морозова. Ця роль принесла акторові глядацьке визнання.
У фільмі режисера Віктора Івченка «Надзвичайна подія» актор зіграв одеського матроса Віктора Райського, веселого і начебто відчайдушного хлопця, який стає справжнім героєм в стані чанкайшистів, які захопили танкер. Герой Тихонова «обдурив» глядачів (не «чекали» від Райського таких подвигів), і зумів обдурити ворогів, які повірили у вдавану простоту героя. Фільм став лідером прокату 1959 року.
Після цих кінокартин у В'ячеслава Тихонова повірили режисери і за короткий термін йому був запропонований ряд значних, різнопланових ролей у фільмах: Станіслава Ростоцького «Травневі зірки» (1959) і «На семи вітрах» (1962), Євгенія Ташкова — «Спрага» (1959), Михайла Швейцера — «Мічман Панін» (1960), Леоніда Лукова — «Два життя» (1961), Самсона Самсонова — «Оптимістична трагедія» (1963). Цікаво, що у фільмі «Спрага» Тихонов вперше приміряв форму німецького офіцера і роль радянського розвідника — він грав розвідника, закинутого в німецький тил під час війни.
У другій половині 1960-х років В'ячеслав Васильович зробив великий крок до вершин акторської майстерності — була зіграна роль Андрія Болконського в епопеї Сергія Бондарчука «Війна і мир». Роль зажадала від актора повної самовіддачі, і Тихонов, подібно всім учасникам зйомок, працював з неймовірним напруженням сил.
Після такої складної і виснажливої ролі В'ячеслав Васильович блискуче зіграв вчителя Мельникова у фільмі Станіслава Ростоцького «Доживемо до понеділка». Його Мельников став ідеальним героєм і взірцем для наслідування. За цю роботу В'ячеславу Васильовичу Тихонову в 1970 році була присуджена Державна премія СРСР.
У телесеріалі Тетяни Ліознової «Сімнадцять миттєвостей весни» Тихонов зіграв найбільш «зоряну» свою роль — Ісаєва — Штірліца. Акторський успіх Тихонова приніс йому небачену популярність, і в 1976 році він був нагороджений Державною премією РРФСР імені братів Васильєвих. У тому ж році вступив в КПРС. Схожу роль співробітника радянських спецслужб Тихонов виконав у телесеріалі «ТАРС уповноважений заявити...» за романом того ж Ю. Семенова, остаточно зміцнивши свій образ як зразкового «радянського розвідника».

## Звання
- Заслужений артист РРФСР (23.10.1962) — за заслуги в області радянського кіномистецтва
- Народний артист РРФСР (1969) — за заслуги в області радянської кінематографії
- Народний артист СРСР (13.08.1974) — за великі досягнення в розвитку радянського кіномистецтва
- Герой Соціалістичної Праці (1982)
- Почесний громадянин Павловського Посада (28.06.1982)

## Фільмографія

### Кіноролі
- «Молода гвардія» (1948, Володимир Осьмухін; реж. С. Герасимов)
- «У мирні дні» (1950,  матрос Володя Гриневський, торпедист; В. Браун, кіностудія Довженка)
- «Тарас Шевченко» (1951, епізод (представник петербурзької молоді, немає в титрах); кіностудія Довженка)
- «Максимко» (1952,  лейтенант Горєлов; В. Браун, кіностудія Довженка)
- «Про це не можна забувати» (1954, студент-поет; реж. Л. Луков)
- «Зірки на крилах» (1955, Олекса Лавринець, комсорг, курсант; реж. І. Шмарук, кіностудія Довженка)
- «Серце б'ється знову...» (1956, Леонід Васильович Голубєв, лікар-терапевт; реж. А. Роом)
- «Справа була в Пенькові» (1957, Матвій Морозов, тракторист; реж. С. Ростоцький)
- «НП. Надзвичайна подія» (1958, Віктор Райський; реж. В. Івченко, кіностудія ім. М. Горького і кіностудія Довженка)
- «Травневі зірки» (1959, Андрій Рукавічкін, лейтенант; реж. С. Ростоцький)
- «Спрага» (1959, Олег Безбородько, лейтенант; реж. Є. Ташков, Одеська кіностудія)
- «Мічман Панін» (1960, мічман Василь Панін; реж. М. Швейцер)
- «Два життя» (1961, Сергій Нащокін)
- «На семи вітрах» (1962, В'ячеслав Павлович Суздалєв, капітан; реж. С. Ростоцький)
- «Оптимістична трагедія» (1963, Олексій; реж. С. Самсонов)
- «Війна і мир» (1967, князь Андрій Болконський; реж. С. Бондарчук)
- «Доживемо до понеділка» (1968, Ілля Семенович Мельников, шкільний вчитель історії; реж. С. Ростоцький)
- «Сімейне щастя» (1969, кіноальманах, новела «Знічев'я»; Капітонов)
- «Карусель» (1970, новела «Розмазня»; голова будинку)
- «Людина з іншого боку»/ Mannen från andra sidan (1971, Віктор Кримов; СРСР—Швеція)
- «Єгор Буличов та інші» (1971, поп Павлін; реж. С. Соловйов)
- «Сімнадцять миттєвостей весни» (1973, Штірліц, він же Максим Максимович Ісаєв — штандартенфюрер СС, радянський розвідник; реж. Т. Ліознова)
- «Вони воювали за Батьківщину» (1975, Микола Стрельцов, вчорашній агроном; реж. С. Бондарчук)
- «Фронт без флангів» (1975, Іван Петрович Млинський, майор)
- «...та інші офіційні особи» (1976, Костянтин Павлович Іванов; реж. С. Аранович)
- «Білий Бім Чорне вухо» (1977, Іван Іванович, письменник, господар Біма; реж. С. Ростоцький)
- «Діалог» (1977, Олександр Олександрович Єршов, журналіст; реж. С. Колосов)
- «Фронт за лінією фронту» (1977, майор, пізніше полковник Іван Петрович Млинський)
- «Балада про дерево і троянду» (1978, Володимир Кузнєцов; Чехословаччина)
- «По вулицях комод водили» (1978, пассажир с комодом; реж. М. Генін, Одеська кіностудія)
- «Фронт в тилу ворога» (1981,  Іван Петрович Млинський, полковник)
- «Однолюби» (1982, епізод)
- «Європейська історія» (1984, Петер Лоссер, політичний оглядач «Tribune»)
- «ТАРС уповноважений заявити...» (1984, Константинов; реж. В. Фокін)
- «Нетерпіння душі» (1986, Пантелеймон Миколайович Лепешинський)
- «Наближення до майбутнього» (1986, Лунін; реж. С. Шахбазян, кіностудія Довженка
- «Апеляція» (1987, Дмитро Васильович Плотніков)
- «Нетерпіння душі» (1987, Пантелеймон Миколайович Лепешинський)
- «Вершники» (1987, кіноальманах, новела «Теоретик», батько)
- «Чому вбили Улофа Пальме?» (1987, фільм-спектакль)
- «Убити дракона» (1988, Шарлемань, архіваріус; реж. М. Захаров)
- «Любов з привілеями» (1989, Костянтин Гаврилович Кожем'якін)
- «Привиди зеленої кімнати» (1991, Мартін Чіверел)
- «Жерці і вівтарі» (1992)
- «Біси» (1992, Тихон, архієрей на спокої; реж. І. Таланкін, Д. Таланкін)
- «Незрівнянна» (1993, Микола Холєв, перший чоловік Вяльцевої; реж. В. Панін, Україна)
- «Кодекс безчестя» (1993, бухгалтер Чугунов; реж. В. Шиловський)
- «Провінційний бенефіс» (1993, Іван Семенович Велікатов; реж. О. Бєлінський)
- «Стомлені сонцем» (1994, Всеволод Костянтинович, дядько Марусі; реж. М. Михалков)
- «Авантюра» (1995, камео; Україна—Росія, реж. В. Макаров)
- «Бульварний роман» (1995, Станіслав Васильович Кандинський; реж. В. Панін)
- «Милий друг давно забутих років...» (1996, Федір Федорович, батько Маші і Зіни; реж. С. Самсонов)
- «Москва»/ італ. Notti di paura (1997, Петро; Італія—Росія)
- «Зал очікування» (1998, т/с, директор дитбудинку Михайло Борисович Зайцев)
- «Твір до Дня Перемоги» (1998, Лев Моргуліс; реж. С. Урсуляк)
- «Єралаш» (2000, дитячий гумористичний кіножурнал, випуск № 137 «Мій діда найчесніших правил», дідусь)
- «Берлінський експрес» (2001, Георгій Астахов)
- «Очима вовка» (2005, старий-учений)
- «Андерсен. Життя без любові» (2006, Бог; реж. Е. Рязанов) — остання роль в кіно
- «Стомлені Сонцем 2: Передстояння» (2010, Всеволод Костянтинович; реж. М. Михалков)

### Дубляж та озвучування
- «Діти райка»/ фр. Les Enfants du paradis (1944, Батист Дебюро)
- «Син полку» (1946, Дмитро Петрович Єнакієв)
- «Чемпіон»/ англ. «Champion» (1949, Мідж Келлі)
- «Їх було п'ятеро»/ фр. «Ils étaient cinq» (1951, Марсель)
- «Граф Монте-Крісто» (1954)
- «Варшавська Сирена»/ пол. «Warszawska syrena» (1956, Варш)
- «Якщо хлопці всього світу...»/ фр. «Si tous les gars du monde» (1956, Жан-Луї)
- «Не та, так ця» (1956, Сервер)
- «Пісня першого кохання» (1958, Арсен Варунц)
- «Примарне щастя» (1958, Жерар)
- «Тигрова бухта»/ англ. «Tiger Bay» (1959)
- «П'ять патронних гільз»/ нім. «Funf patronenhulsen» (1960, Олег)
- «Рокко та його брати»/ італ. «Rocco e i suoi fratelli)» (1960, Рокко Паронді)
- «Випадок з Марі Тоот і Ності»/ «A Noszty fiú esete Tóth Marival» (1960, Ності)
- «Хто ви, доктор Зорге?»/ «Qui êtes-vous, Monsieur Sorge?» (1961, Майзінгер)
- «Наша вулиця» (1961, Расим)
- «СРСР з відкритим серцем» (1961, документальний; читає текст)
- «Диявол і десять заповідей» (1962, П'єр)
- «Морський кіт»/ «Pisica de mare» (1963)
- «Подружнє життя»/ «Anatomy of a Marriage» (1963)
- «Повітряні пригоди» (1965, Річард Мейс)
- «Зося» (1966, Михайло)
- «Чоловік і жінка»/ фр. «Un Homme Et Une Femme» (1966, Жан-Луї Дюрок)
- «Герой нашого часу» (1966, Григорій Печорін)
- «Ноктюрн» (1966, Жорж)
- «Кінець агента» (1967, Циріл Хуан)
- «Неприборкана Анжеліка» (1967, Жоффрей де Пейрак)
- «Полудьонний паром» (1967, Артур, лектор)
- «Сто перший сенатор» (1967, Ендрю Робертсон)
- «Анжеліка і султан» (1968, Жоффрей де Пейрак)
- «Червоні піски» (1968, Міркаміл Міршарапов)
- «Весна» (1969, учитель Лаур)
- «Киз-Жибек» (1970, Шеге)
- «Шукайте дівчину» (1970, Хосров Мірієв)
- «Загибель Чорного консула» (1970, Камал Убайдулла)
- «Один з нас» (1970, Зігфрід Келлер, співробітник абверу)
- «Злочинець сидить на стадіоні Уемблі» (1970, Тесберг)
- «Тримайся за хмари» (1971, Володимир Севастьянов, колишній царський пілот)
- «День пройшов» (1971, Октай)
- «Біжи, щоб тебе зловили» (1972, Ковач)
- «Четвертий» (1972, Джек Уїллер)
- «Повернення» (1972, Айк)
- «Справа Церник» (1972, Дітер)
- «Коли зацвів мигдаль» (1972, Георгій)
- «Аврора» (1973, мультфільм; композитор)
- «Біле Ікло» (1973, Джейсон Скотт)
- «Насімі» (1973, Імадеддін Насімі)
- «Дотик»/ «Pieskāriens» (1973)
- «Повість про людське серце» (1974; читає текст від автора)
- «Операція в Стамбулі» (1975, Петер Галва)
- «Червона косинка»/ «Selvi Boylum Al Yazmalým» (1977)
- «Допит» (1979, Мурад Мехті огли Абієв)
- «Дивак» (1979, адвокат Вакіль Ахмед)
- «Дівчина зі швацькою машинкою» (1980)
- «Відпустка за свій кошт» (1981, текст від автора)
- «Цілина» (1981, документальний; читає текст)
- «Нізамі» (1982, Нізамі)
- «Френсіс»/ «Frances» (1982)
- «Ми — москвичі» (1984, документальний; читає текст)
- «Такі перемагають» (1984, документальний; диктор)
- «Битва за Москву» (1985, кіноепопея; читає текст від автора)
- «Цей прекрасний, зрілий вік» (1985, Румен Ілієв)
- «Літати заповідали Росії» (1985, документальний; читає текст)
- «Справа про вкрадену скрипку» (1986, документальний; читає текст)
- «Полювання на дракона» (1986, Глесіас)
- «Віват, гардемарини!» (1991, закадровий текст)
- «Гардемарини III» (1992, закадровий текст)
- «Кодекс мовчання 2: Слід чорної риби» (1993, полковник Агаєв)